# Smodicinus coroniger
Genre
Espèce
Synonymes
- Smodicinus affinis Lessert, 1943

Smodicinus coroniger, unique représentant du genre Smodicinus, est une espèce d'araignées aranéomorphes de la famille des Thomisidae.

## Distribution
Cette espèce se rencontre en Sierra Leone, en Côte d'Ivoire, au Congo-Kinshasa et en Afrique du Sud.

## Description
La femelle holotype mesure 3 mm.

## Systématique et taxinomie
Cette espèce a été décrite par Simon en 1895.
Smodicinus affinis a été placée en synonymie par Dippenaar-Schoeman en 1980.
Ce genre a été décrit par Simon en 1895 dans les Thomisidae.

## Publications originales
- Simon, 1895 : Histoire naturelle des araignées. Paris, vol. 1, p. 761-1084 (texte intégral).
- Simon, 1895 : « Descriptions d'arachnides nouveaux de la famille des Thomisidae. » Annales de la Société entomologique de Belgique, vol. 39, p. 432-443 (texte intégral).